# فياجرا عشبية

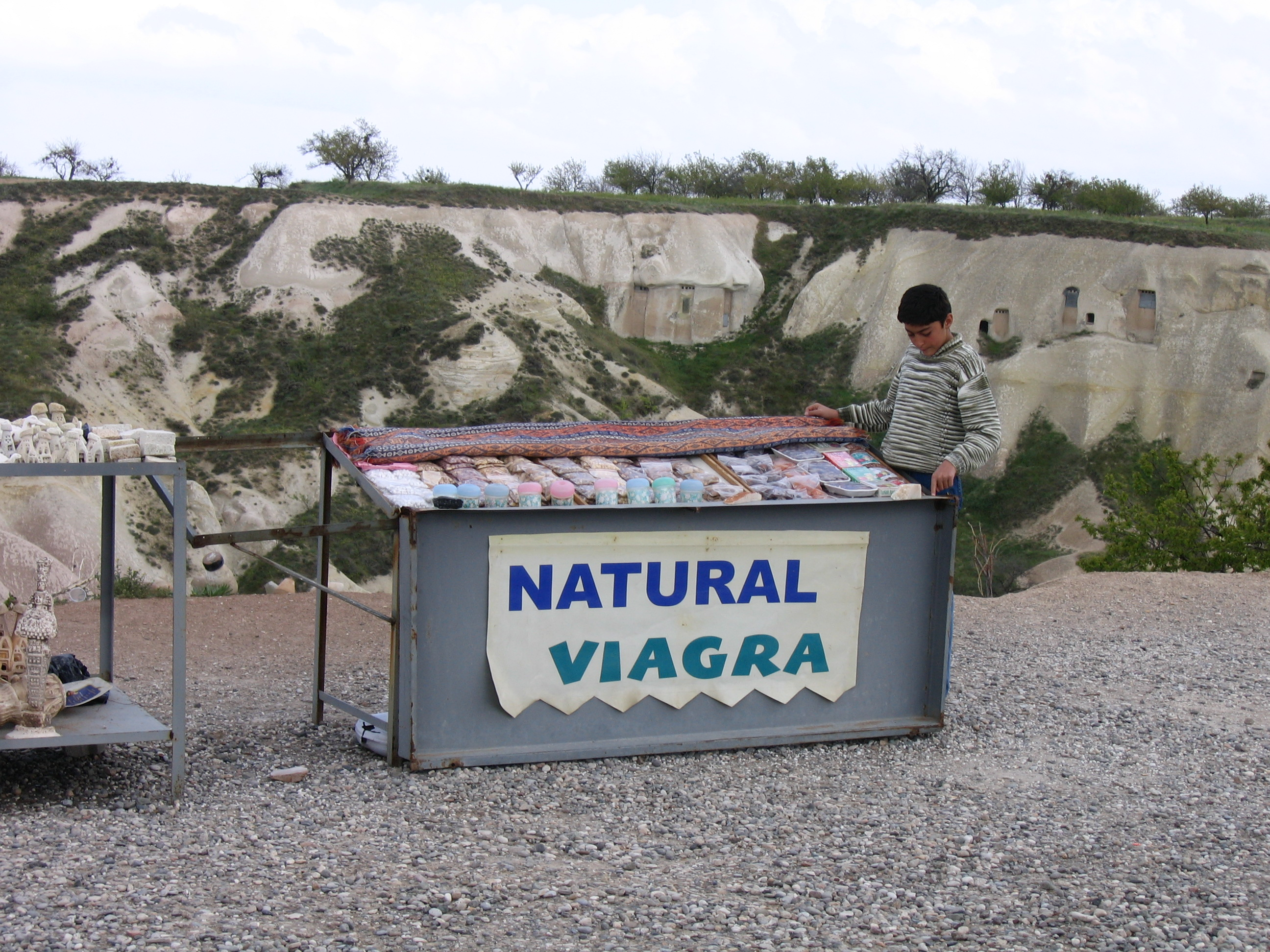
نسخة محلية من الفياجرا العشبية تباع على جانب الطريق في تركيا.

الفياجرا العشبية هي اسم يمكن أن يُعطى لأي منتج عشبي يُعلن عنه كعلاج لضعف الانتصاب. هناك العديد من المنتجات المختلفة التي يتم الإعلان عنها على أنها الفياجرا العشبية، ولكن مع مكونات مختلفة. لا توجد تجارب سريرية أو دراسات علمية تدعم فعالية أي من هذه المكونات لعلاج ضعف الانتصاب، وقد وجد أن بعض المنتجات تحتوي على عقاقير وغيره من الشوائب، وكانت موضوع تحذيرات وإجراءات مؤسسة الغذاء والدواء ولجنة التجارة الفيدرلية لإزالتهم من السوق. 
اسم "الفياجرا العشبية" مأخوذ من الاسم التجاري " الفياجرا"، الذي تبيع بموجبه شركة الأدوية فايزر سترات السيلدينافيل، وهو دواء يستخدم لعلاج ضعف الانتصاب.  أصبحت الفياجرا مصطلحًا عامًا للعديد من الأشخاص الذين يناقشون الأدوية المصممة لعلاج ضعف الانتصاب، حتى تلك التي لا تحتوي على سيلدينافيل. 
الفياجرا العشبية، على عكس ما يوحي الاسم، لا تحتوي عادة على سترات السيلدينافيل. ومع ذلك، عُثِر على سيلدينافيل والمواد الكيميائية المماثلة لسيلدينافيل كشوائب في العديد من المكملات الغذائية التي تباع على أنها فياجرا عشبية أو منتجات التعزيز الجنسي الطبيعية .    حذرت مؤسسة الغذاء والدواء الأمريكية المستهلكين من أن أي منتج تعزيز جنسي يزعم أنه يعمل وكذلك المنتجات التي تحتوي على وصفة طبية من المرجح أن يحتوي على مثل هذه الملوثات.  قدر العلماء أن أكثر من 60٪ من السيلدينافيل المستهلك في هولندا من مصادر غير قانونية مثل المكملات الغذائية المغشوشة. 
الفياجرا العشبية غالبا تحمل عددا من الآثار الجانبية الخطيرة. في المقام الأول، فإنها تسبب انخفاض ضغط الدم بشكل غير طبيعي ويمكن أن تقيد تدفق الدم إلى الأعضاء الحيوية. هناك أيضًا دلائل تشير إلى أن بعض المستحضرات قد تكون سامة إذا تم تناولها بجرعات أكبر.  الآثار الجانبية والمخاطر الإضافية ل الفياجرا العشبية المغشوشة الشائعة، مثل السلفو الدينافيل، الأسيتيل دينافيل ونظائرهم الأخرى، غير معروفة لأن هذه المكونات لم تخضع لمراجعة في التجارب السريرية للإنسان.   
تُباع الفياجرا العشبية في الغالب عبر الإنترنت، وفي عام 2003 ،عرض ما يقرب من 4٪ أو 1 من 25 من جميع البريد الإلكتروني العشوائي الفياجرا العشبية، والمستحضرات الصيدلانية الأصلية، والعلاجات العشبية الأخرى. 